# Rüdiger Reer
Rüdiger Reer (* 1963) ist ein deutscher Sportmediziner und Hochschullehrer.

## Leben
Reer, dem ein Stipendiat der Bayerischen Hochbegabtenförderung gewährt wurde, studierte zwischen 1983 und 1991 Medizin in Regensburg und Würzburg, während seiner Studienzeit absolvierte er zudem Auslandsaufenthalte an der University of Tasmania in Australien, an der University of Auckland in Neuseeland, an der Yale University, der University of California, San Diego sowie an der Harvard University (jeweils in den Vereinigten Staaten).
Als aktiver Sportler war Reer süddeutscher Jugend-Vizemeister im Tischtennis sowie in derselben Sportart bayerischer Hochschulmeister im Doppel.
In den Jahren 1992 und 1993 war Reer als Arzt in Warendorf am dortigen Olympiastützpunkt sowie an der Sportschule der Bundeswehr tätig. Von 1993 bis 1996 hatte er eine Stelle als ärztlicher und wissenschaftlicher Mitarbeiter am Institut für Sportmedizin der Westfälischen Wilhelms-Universität Münster inne. 1996 wechselte er in die Abteilung für Sport- und Bewegungsmedizin der Universität Hamburg und wurde dort stellvertretender Leiter unter Klaus-Michael Braumann. 1998 kam die Aufgabe als Planungsbeauftragter des Fachbereichs Sportwissenschaft der Universität Hamburg hinzu. Im Jahr 2000 wurde er auf einem vorolympischen Kongress im australischen Brisbane mit dem internationalen Wissenschaftspreis ICSSPE ausgezeichnet. Reer war Mitglied des Gründungsvorstandes der Fakultät für Erziehungswissenschaft, Psychologie und Bewegungswissenschaft an der Uni Hamburg und von 2005 bis 2010 als Delegierter für Bewegungswissenschaft Mitglied der Fakultätsleitung.
2005 wurde Reer zum Juniorprofessor für Klinische Leistungsdiagnostik ernannt, 2008 übernahm er erneut die Stelle als stellvertretender Leiter der Abteilung Sport- und Bewegungsmedizin an der Universität Hamburg, 2009 wurde Reer ordentlicher Professor an der Uni Hamburg, 2010 übernahm er das Amt des stellvertretenden Sprechers des Fachbereichs Bewegungswissenschaft der Universität Hamburg. 2010 wurde Reer Generalsekretär des Deutschen Sportärztebundes.
Schwerpunkte seiner Forschungsarbeit sind Trainingssteuerung und Leistungsdiagnostik im Schwimmsport (Spiroergometrie bei Schwimmern im Strömungskanal zur Beurteilung der Schwimmökonomie/Technik), Möglichkeiten der Bewegungstherapie bei Krankheiten sowie die Erarbeitung geeigneter bewegungstherapeutischer Programme und die Messung der Trainierbarkeit propriozeptiver Fähigkeiten sowie ihre Beeinflussbarkeit durch Orthesen.